# Wasserwerk Auf dem Grind

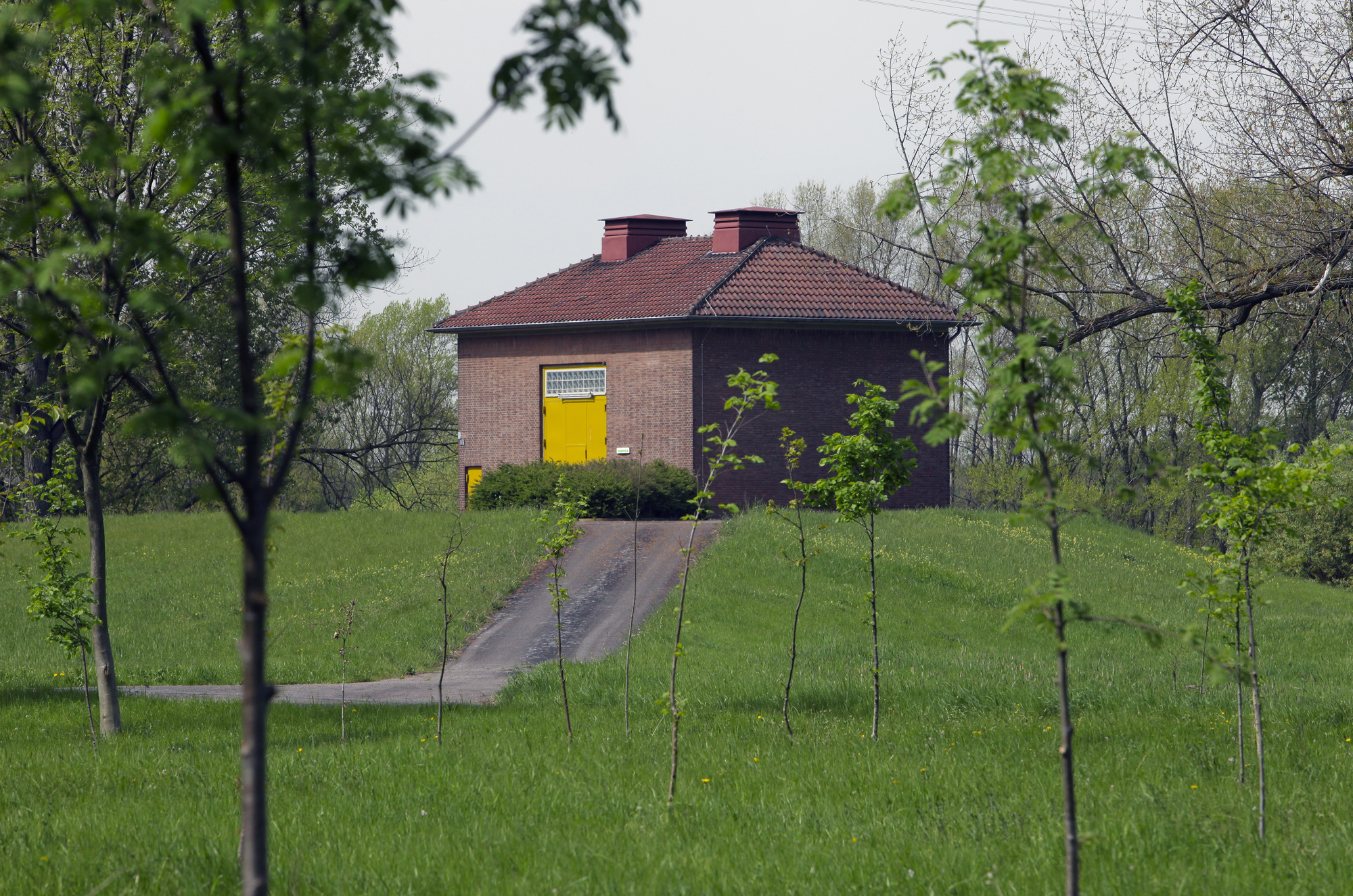
Steuerwarte des Wasserwerks Auf dem Grind

Das Wasserwerk Auf dem Grind ist die einzige Wassergewinnungsanlage der „Niederrheinisch–Bergisches Gemeinschaftswasserwerk GmbH“. Es liegt in einer Rheinschleife auf Dormagen-Zonser Gebiet gegenüber von Düsseldorf-Benrath und versorgt die Stadtwerke Düsseldorf und die Wuppertaler Stadtwerke mit Rohwasser.

## Geschichte
1951 gründeten die Stadtwerke Düsseldorf zusammen mit den WSW Wuppertaler Stadtwerken zu je 50 % Beteiligung die „Niederrheinisch–Bergisches Gemeinschaftswasserwerk GmbH“. Unternehmensgegenstand war eine gemeinsame Wassergewinnungsanlage bestehend aus Horizontalfilterbrunnen und zugehörigem Umspannwerk und Leitwarte „Auf dem Grind“, in der Rheinschleife gegenüber von Düsseldorf-Benrath.
Durch eingehende geohydrologische Untersuchungen im damaligen Zons (heute der Dormagener Gemeindeteil Stadt Zons), auf einem halbinselartig vom Rhein umschlossenen 4,6 km² großen Naturschutzgebiet in der Gemarkung „Auf dem Grind“, waren die Entnahme von täglich mindestens 400.000 Kubikmeter Wasser auch bei niedrigsten Rhein- und Grundwasserständen nachgewiesen. Zur Erkundung des Geländes wendeten die Stadtwerke Düsseldorf bereits Anfang der fünfziger Jahre das geo-elektrische Verfahren in großem Umfang an.
Als erstes großes Wasserwerk der Bundesrepublik arbeitete die Anlage nur aus Horizontalfilterbrunnen. Von den fünf Meter weiten Brunnenschächten wurden in 20 bis 30 Metern Tiefe horizontal Filterrohre von 40 bis 100 Metern Länge sternförmig in die wasserführenden Kies- und Sandschichten vorgetrieben. Die im Überschwemmungsgebiet des Rheins im Deichvorland angelegten Pumpwerke wurden zentral von einer hochwasserfrei hinter dem Banndeich liegenden Schaltstelle mit Strom versorgt, ferngesteuert und überwacht. Erstmals eingesetzte Unterwasser-Fernsehkameras kontrollierten die horizontalen Filterrohre.
Noch ehe der erste Spatenstich auf dem Gelände der neuen Wassergewinnungsanlage getan war, wurde am 7. und 8. Oktober 1951 ein Düker von 1.200 mm Nennweite für den künftigen Transport des Wassers durch den Rhein gebaut. Mit 608 Metern Gesamtlänge, von denen 430 Meter Rohrlänge mindestens drei Meter unter der Stromsohle verlegt wurden, war dieser Düker nicht nur der damals längste am Rhein, sondern auch das bis dahin größte derartige Rohrbauprojekt in Europa. In den Düker eingebaute Kugelgelenkmuffen, eine bei den Stadtwerken Düsseldorf entwickelte technische Neuerung, ermöglichten es, die Rohrschlange bis zu 20 Grad abzuwinkeln.
Wegen des zunehmenden Wasserbedarfs wurde 1960 ein zweiter Düker, diesmal 1.400 mm weit, im Rhein verlegt. Diesem Projekt stand Widerstand entgegen. Bauern der Umgebung rechneten mit einer Beeinträchtigung der Vegetation wegen des sinkenden Grundwasserspiegels und Kommunalpolitiker befürchteten die Eingemeindung nach Düsseldorf. Beides fand nicht statt, Zons wurde als Stadt Zons zu einem Stadtteil von Dormagen.
Die erste Ausbaustufe war 1954 abgeschlossen und umfasste zwei Pumpwerke von je 65.000 Kubikmeter Tagesleistung. 1955 war das Werk erstmals ganzjährig in Betrieb. Im gleichen Jahr erhöhte sich durch den Einbau einer dritten Pumpe die maschinelle Tagesleistung von 90.000 Kubikmeter auf 130.000 Kubikmeter. Bis 1973 wurden vier weitere Pumpwerke gebaut, so dass sich die Gesamtkapazität rund 385.000 Kubikmeter pro Tag bei mittleren Rheinwasserständen erhöhte. Bis Anfang 1976 wurden für das Gemeinschaftswasserwerk insgesamt 26.650.700 DM investiert. Zurzeit arbeiten 16 Rohwasserpumpen „Auf dem Grind“.
Im Jahr 1999 wurden neue Wasserrechte für das Wasserwerk Auf dem Grind (Niederrheinisch-Bergisches Gemeinschaftswasserwerk) von 65 Millionen Kubikmeter pro Jahr bis 2029 erteilt.

## Versorgungsgebiet
Das Versorgungsgebiet der Düsseldorfer Wasserwerke mit Trinkwasser umfasst 600.000 Menschen, Gewerbe und Industrie in Düsseldorf, Erkrath und Mettmann. Insgesamt werden in einem Jahr rund 50 Mio. Kubikmeter (m³) Trinkwasser verteilt, täglich sind das durchschnittlich 140.000 Kubikmeter – 140 Millionen Liter. Die Tagesabgabe schwankt zwischen 120.000 Kubikmetern im Winter und bis zu 250.000 Kubikmetern an einem heißen Sommertag.